# Bibliothèque nationale de la république du Tatarstan

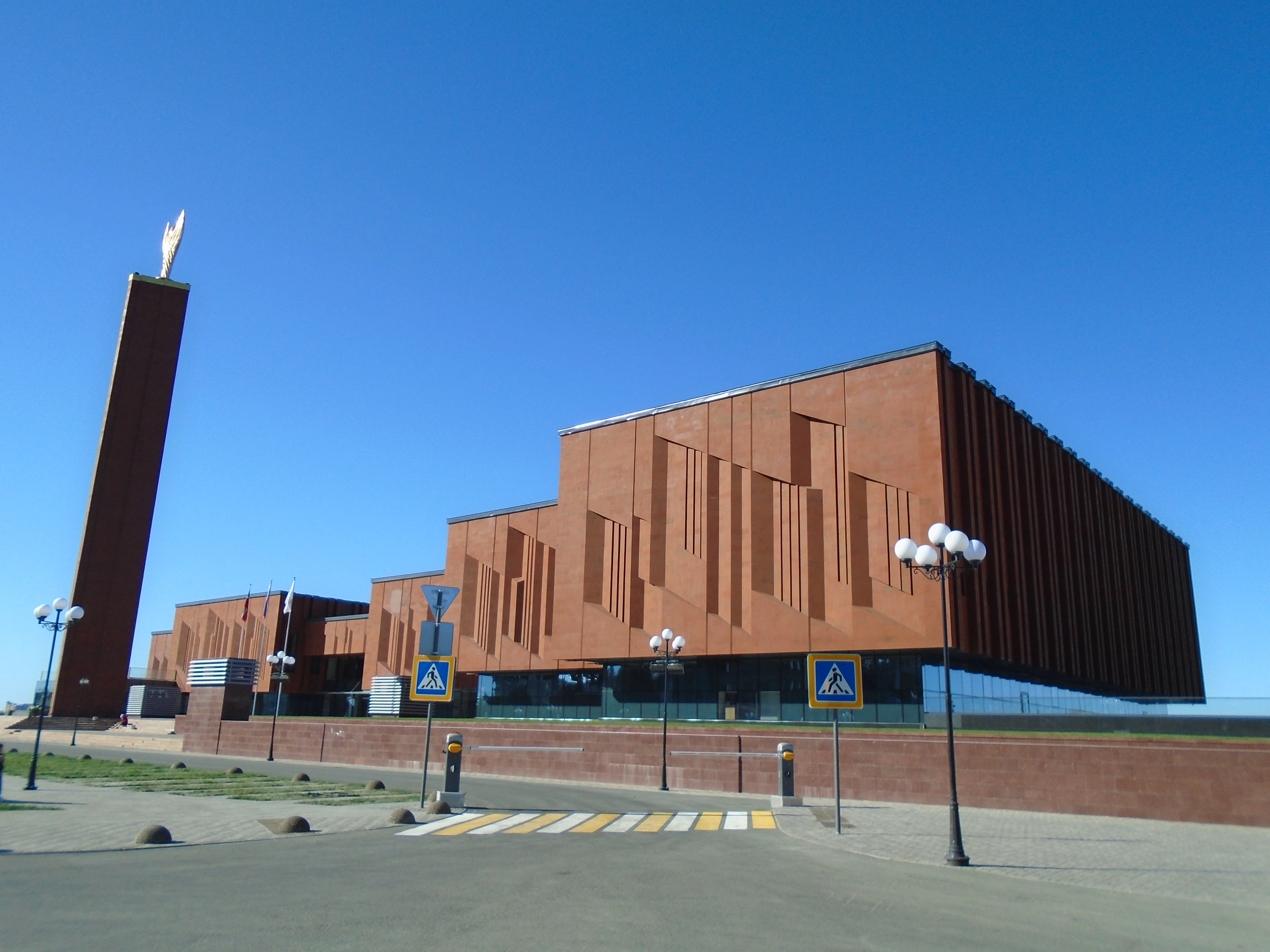
Façade de la bibliothèque nationale du Tatarstan.

La bibliothèque nationale de la république du Tatarstan (en russe : Национа́льная библиоте́ка Респу́блики Татарста́н, tatar : Татарстан Республикасы Милли китапханәсе) est la principale bibliothèque du Tatarstan en Russie. Elle est située rue Pouchkine à Kazan. Elle possède des ouvrages édités dans toute la Russie et au Tatarstan ainsi qu'à l'étranger. Cela comprend (en 2008) plus de trois millions deux cent mille ouvrages dont plus de cent mille en langue tatare et plus de cent mille en langues étrangères.

## Histoire
La bibliothèque fut officiellement ouverte le 10 janvier 1865 en tant que bibliothèque municipale de Kazan. Au début, elle ne comprenait que la collection d'Ivan Vtorov, bibliophile local. Cette collection de 1 908 volumes avait été donnée à la ville par son fils en 1844 .
Elle portait le nom de bibliothèque centrale régionale entre 1919 et 1923, puis bibliothèque Lénine jusqu'en 1991.

## Bâtiment principal

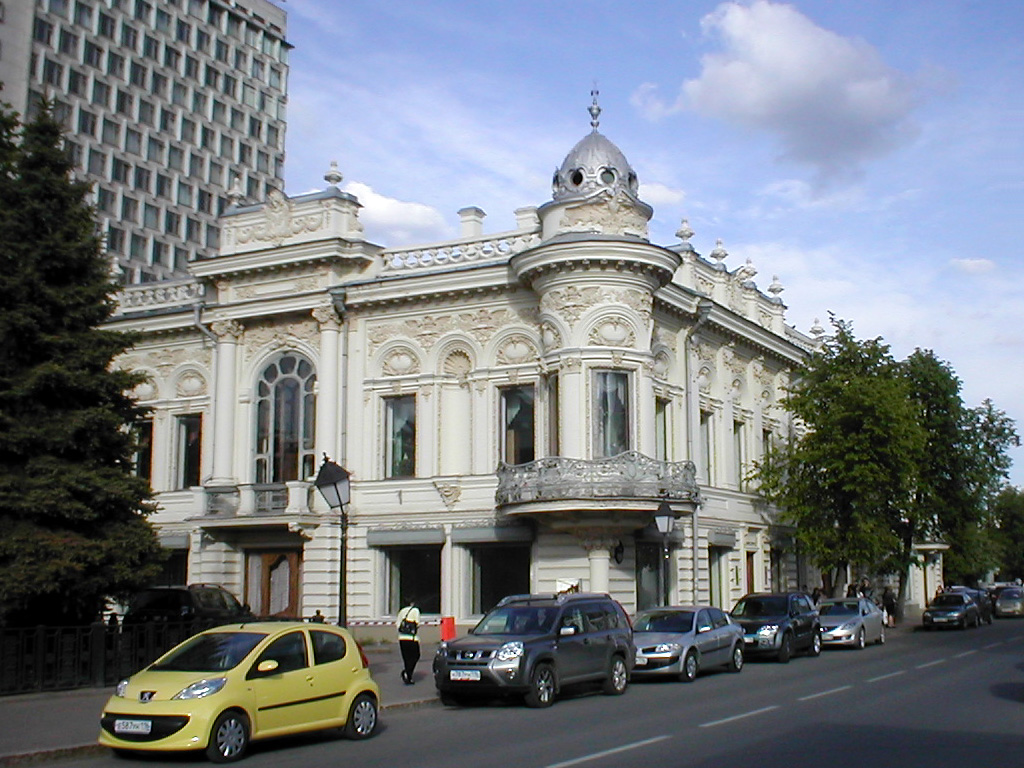
Ancien bâtiment de la bibliothèque.

Jusqu'en 2020, la bibliothèque se trouvait dans un ancien hôtel particulier du centre-ville, la  maison Ouchkov, au n° 33 rue du Kremlin, construite en 1908 par Karl Müfke.
En 2000, on commence à planifier un nouvel édifice pour la bibliothèque nationale de la république du Tatarstan, place Toukaï sur la colline. La mairie fait appel à un architecte hollandais, Erick van Egeraat. Cependant son projet trop avant-gardiste, en forme d'épi de maïs, est rejeté à cause de la crise économique de 2008-2010, et l'on fait appel à un cabinet d'architecte local,. Mais ses projets sont également refusés car risquant d'altérer le centre historique. Finalement, les autorités locales décident de refaire l'ancien centre culturel Kazan (ancienne filiale du musée Lénine) pour y accueillir la bibliothèque. Celle-ci y est inaugurée le 11 septembre 2020.